# Instruments internationaux relatifs aux droits de l'homme
Les instruments internationaux relatifs aux droits de l'Homme sont au nombre de douze, sous la responsabilité du Haut-Commissariat des Nations unies aux droits de l'homme, le secrétariat du Conseil des droits de l'homme des Nations unies.
1. le Pacte international relatif aux droits économiques, sociaux et culturels (CESCR), dont l'organe de surveillance est le Comité des droits économiques, sociaux et culturels;
2. le Pacte international relatif aux droits civils et politiques (CCPR), dont l'organe de surveillance est le Comité des droits de l'homme;
3. le Protocole facultatif au Pacte international relatif aux droits civils et politiques (CCPR-OP1);
4. le Deuxième Protocole facultatif au Pacte international relatif aux droits civils et politiques visant à abolir la peine de mort (CCPR-OP2-DP);
5. la Convention internationale sur l'élimination de toutes les formes de discrimination raciale (CERD), dont l'organe de surveillance est le Comité pour l'élimination de la discrimination raciale;
6. la Convention sur l'élimination de toutes les formes de discrimination à l'égard des femmes (CEDAW), dont l'organe de surveillance est le Comité pour l'élimination de la discrimination à l'égard des femmes;
7. le protocole facultatif à la Convention sur l'élimination de toutes les formes de discrimination à l'égard des femmes (CEDAW-OP);
8. la Convention contre la torture et autres peines ou traitements cruels, inhumains ou dégradants (CAT), dont l'organe de surveillance est le Comité contre la torture;
9. la Convention relative aux droits de l'enfant (CRC), dont l'organe de surveillance est le Comité sur les droits de l'enfant;
10. le protocole facultatif à la Convention relative aux droits de l'enfant, concernant l'implication d'enfants dans les conflits armés (CRC-OP-AC);
11. le protocole facultatif à la Convention relative aux droits de l'enfant, concernant la vente d'enfants, la prostitution des enfants et la pornographie mettant en scène des enfants (CRC-OP-SC);
12. la Convention internationale sur la protection des droits de tous les travailleurs migrants et des membres de leur famille (MWC) adoptée par l'Assemblée générale en 1990 et qui est entrée en vigueur en 2003, lorsqu'elle a été acceptée par au moins 20 États.